# 노무라 기치사부로
노무라 기치사부로(일본어: 野村吉三郎, 1877년 12월 16일 ~ 1964년 5월 8일)는 일본 제국 해군의 군인이자, 일본의 정치가이다.

## 어린 시절과 교육
와카야마현 와카야마시에서 태어난 그는 1898년 해군병학교에 해병 26기로 입학, 졸업하였다. 해군 사관생도로서 그는 코르벳 히에이와 전함 야시마에 복무하였다. 1900년 1월 12일 그는 소위로, 그리고 1901년 10월 해군 중위로 진급되었다. 탑승원으로서 그는 1901년부터 1902년까지 전함 미카사에 미국으로 항해하였다.

## 경력

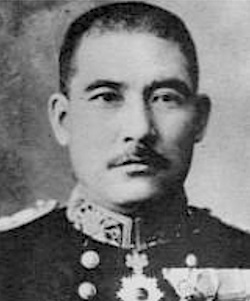
일본 제국 해군 복무 시절의 노무라

1903년 9월 26일 중위로 진급된 노무라는 포함 마야, 코르벳 콩고와 순양함 도키와를 포함한 다수의 배들에 근무하였다. 러일 전쟁이 일어나는 동안 순양함 사이엔(1904년)과 다카치호에 1등 항해자로 지냈다. 전쟁이 끝난 후, 그는 순양함 하시다테와 지도세에 1등 항해자였다. 1908년 3월 그는 오스트리아 주재 공사 관부 해군 무관으로 보내졌다. 9월 25일 해군 소령으로 진급되고 독일 주재 공사 관부 해군 무관이 되었다. 1911년 5월 귀국하여 순양함 오토와에 선임 참모가 되었다. 1912년 6월 그는 참모 역할의 다수에 임명되고 1913년 12월 사령관으로 진급되었다.
제1차 세계 대전이 일어나는 동안 1914년 12월 11일부터 1918년 6월 1일까지 노무라는 미국 주재 공사 관부 해군 무관이었다. 미국에 있는 동안 그는 1917년 4월 1일 대위로 진급되었다.
귀국 하는 길에 노무라는 순양함 야쿠모에 자신의 첫 명령을 받았다. 하지만, 1달만 후에 베르사유 평화 조약에 일본의 사절단의 일부로서 프랑스로 여행을 포함한 군령부로 재임명되었다. 이 협상들의 결론에 이어 그는 워싱턴 회의에 참가하려 워싱턴 D. C.로 돌아왔다. 1922년 6월 1일 해군 소장으로 진급되었다. 그는 군령부의 3소대의 국장에 이어 제1 원정대의 사령관, 교육국의 국장과 군령부의 부국장을 지내왔다. 1926년 12월 1일 해군 중장으로 진급되었다. 1930년 6월 11일 노무라는 구레 진수부의 총사령관이 되었다. 그해 12월에는 요코스카 진수부의 총사령관이었다.
1932년 제1차 상하이 사변이 일어나는 동안 그는 상하이에서 일본군의 사령관으로 임명되었다. 하지만 일본군이 이기지 못할 때 그는 우에다 겐키치에 의하여 대체되었다. 결국 시라카와 요시노리는 상하이에서 전투를 승리하는 데 임명된 일본군 사령관이었다. 이 3명은 그해 4월 윤봉길의 투척에 의한 훙커우 공원 사건에서 전부 부상을 당하였다. 그 사건으로 노무라는 한눈이 실명되었다.
1933년 3월 1일 전임적인 해군 대장으로 진급되었다. 그해부터 1937년까지 노무라는 군사삼위원의 해군 고문관을 지낸 후, 군에서 퇴역하였다.

### 외교 경력

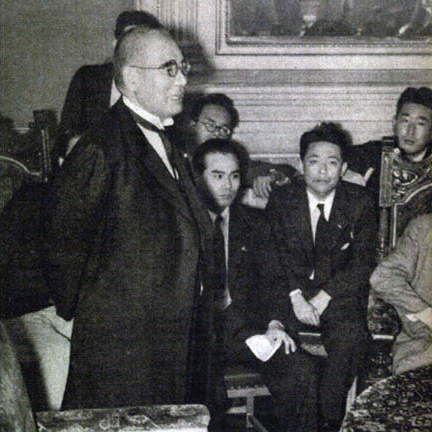
외상으로 임명된 노무라 (1939년)

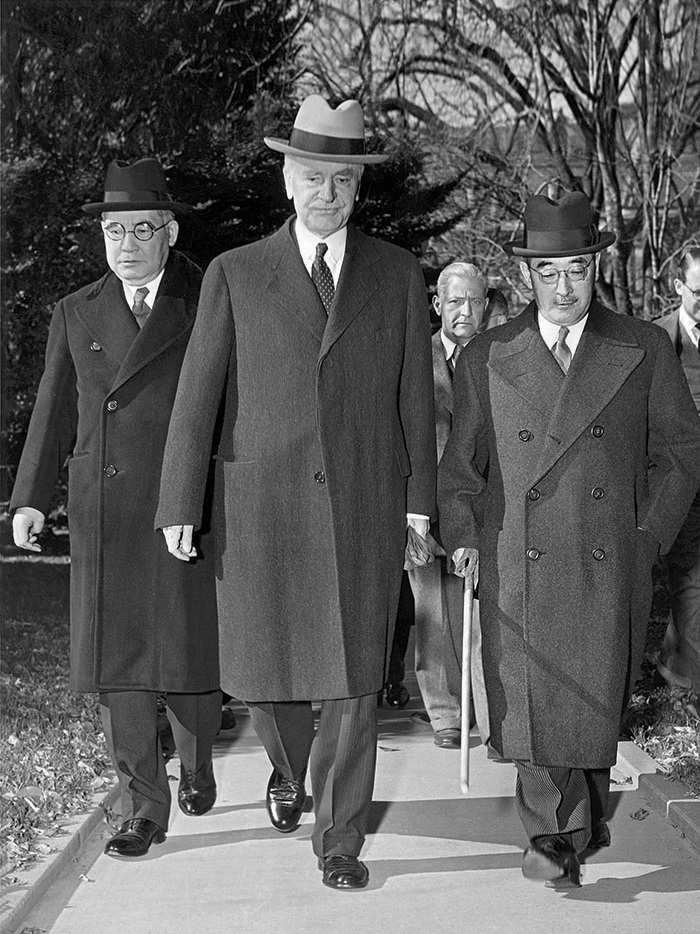
진주만 공격이 일어나기 전 코델 헐 국무장관과 함께 한 노무라 대사(왼쪽)와 구루스 사부로

퇴역 후, 노무라는 1937년부터 1939년까지 학교법인 가쿠슈인 귀족 학교의 교장이었다. 1939년부터 1940년까지 아베 노부유키 내각에서 외상으로 임명되었다. 1940년 11월 27일 노무라는 미국 주재 일본 대사로 보내졌다. 1941년의 거의를 통하여 노무라 대사는 일본과 미국 사이에 포위 돌파로부터 전쟁을 방지하는 시도에서 코델 헐 국무 장관과 협상하였다. 노무라와 헐 국무 장관은 중국, 일본군 점령의 프랑스령 인도차이나와 미국이 일본에 석유 수출 금지와 함께 일본의 교전을 포함한 논쟁들을 해결하는 시도를 하였다. 노무라가 자신의 상관들이 미국에 의미깊은 양보들을 제공하는 데 되풀이한 탄원들은 자신의 정부에 의하여 거절되었다.
11월 15일 노무라는 워싱턴 D. C.로 특별 교섭인 구루스 사부로에 의하여 가입되었다.
제2차 세계 대전이 끝난 후, 노무라는 자신의 공격의 미리를 안 것을 부인하였다. 보고적으로 노무라와 구루스는 12월 8일 월요일에 일본으로부터 보내오면서 일본의 미국과 협상들을 갑작스럽게 중단하는 라디오 전갈을 직접 번역하여야 했고, 전갈은 일요일 휴일에 대사관의 기술공이 아직 있을 때 받아졌다. 노무라는 실제의 공격이 일어난 후, 왜 자신이 전갈을 보낼 수 없어온 것을 진술하였다. 자신의 회고록에서 일본과 미국 사이의 전쟁을 방지하는 시도에 헐이 노무라를 성실해 온 것으로 신임되었다.
1942년 8월 20일 그는 귀국하였다. 그는 전쟁을 통하여 정부에 조언자로서 비공식적 자격에 지속적으로 근무하였고, 1945년 5월 추밀원으로 임명되었다.

## 이후의 생애와 사망
전쟁이 끝난 후, 노무라는 새로운 경력을 시작하였는 데 마쓰시타 고노스케에 의하여 그의 회사에서 총지배인으로 일하는 데 기용되었고, 마쓰시타에 의하여 소유된 JVC를 경영하는 데 보내졌다. 그는 또한 일본 재무장 협회의 일원으로 지내는 데 요시다 시게루 총리에 의하여 초청되었다.
1954년 노무라는 참의원을 위하여 나갔으며 압도적 대승리에 의하여 선출되었다. 1950년대 후반에 그는 하토야마 이치로와 기시 노부스케 양총리에 의하여 국방국의 우두머리를 맡은 데 강한 부호로 숙고되었으나 군사의 문관 통치에 그의 믿음을 표현하는 각각의 마련을 거절하였다.
노무라는 그 시간에 2개의 10년간 기간들에 가까이 문관으로 지내왔으나 그는 아직도 일본 제국 해군의 퇴역 대장으로서 많은이들에 의하여 여겨졌다.
1960년 참의원에 재선출되고, 1964년 5월 8일 도쿄시 신주쿠에서 86세의 나이로 사망하였다.

## 역대 선거 기록
|  | 66.53% |

|  | 72.73% |